# UBI Banca
Unione di Banche Italiane S.p.A., conocido como UBI Banca, es el cuarto mayor grupo bancario de Italia tanto por capitalización en bolsa como por número de oficinas comerciales. Controla  el banco online IWBank y varias aseguradoras y grupos de gestión de activos. El grupo se formó en 2007 con la fusión de  BPU (Banche Popolari Unite) y Banca Lombarda e Piemontese.

## Operaciones
UBI Banca opera principalmente banca al por menor, que supone casi tres cuartas partes de sus ingresos. Al final de septiembre de 2017, el grupo mantenía 1948 oficinas en Italia, de las cuales sobre la mitad se encontraban en la Lombardía y el Piamonte. El grupo también tiene una presencia significativa en el Sur de Italia mediante su filial Banca Carime, que tiene alrededor de 254 oficinas en las regiones de Apulia, Calabria, Campania y Basilicata.
La firma también posee el 100% del banco en línea IWBank .

## Estructura del grupo
Son parte de la red bancaria del grupo: 
- banco en línea: IWBank